# Ядерний антиген проліферуючих клітин
Я́дерний антиге́н проліферу́ючих кліти́н (англ. Proliferating Cell Nuclear Antigen або PCNA) — білок, що служить фактором процесивності ДНК-полімерази-дельта клітин евкаріотів. Бере участь у ремоделюванні хроматину, репарації ДНК, регуляції клітинного циклу, когезії сестринських хроматид .

## Будова і функції
Функціонально активний білок утворений трьома однаковими субодиницями, кожна з яких складена з двох ідентичних доменів. Тримерний білок охоплює молекулу ДНК у вигляді шестикутника, а назовні виступають шість структур, кожна з яких утворена β-листками та має багато сайтів для зв'язку з іншими білками.
Підвищення процесивності ДНК-полімерази досягається за рахунок оточення молекули ДНК цим білком, у результаті чого створюється топологічний зв'язок між ДНК та полімеразою. Цей білок є прикладом ДНК-клемпу. У відповідь на пошкодження ДНК, цей білок убіквітинується і бере участь в RAD6-залежному шляху репарації ДНК.

## Поширення
Білок PCNA є еволюційно консервативним у всіх евкаріотів та археїв. У людини знайдено два варіанти гена, що кодує цей білок, крім того, його псевдогени описані на хромосомах 4 і X. Консервативність білка PCNA така, що білок дріжджів або дрозофіли нормально функціонує у системі реплікації ДНК ссавців, а білок ссавців стимулює активність двох δ-подібних ДНК-полімераз у зародку пшениці. Очищений білок PCNA рослин нормально взаємодіє з білком клітинного циклу p21/WAF1 людини.

## Історія вивчення
Білок PCNA вперше був описаний у кінці 1970-х років як антиген у сироватці хворих на системний червоний вовчак. Пізніше інша група виявила цей самий білок масою 36 кДа і назвала його «циклін». Кількість цього білка корелювала зі ступенем проліферації клітин або їхньої неопластичної трансформації.